# ORP Kujawiak (1940)

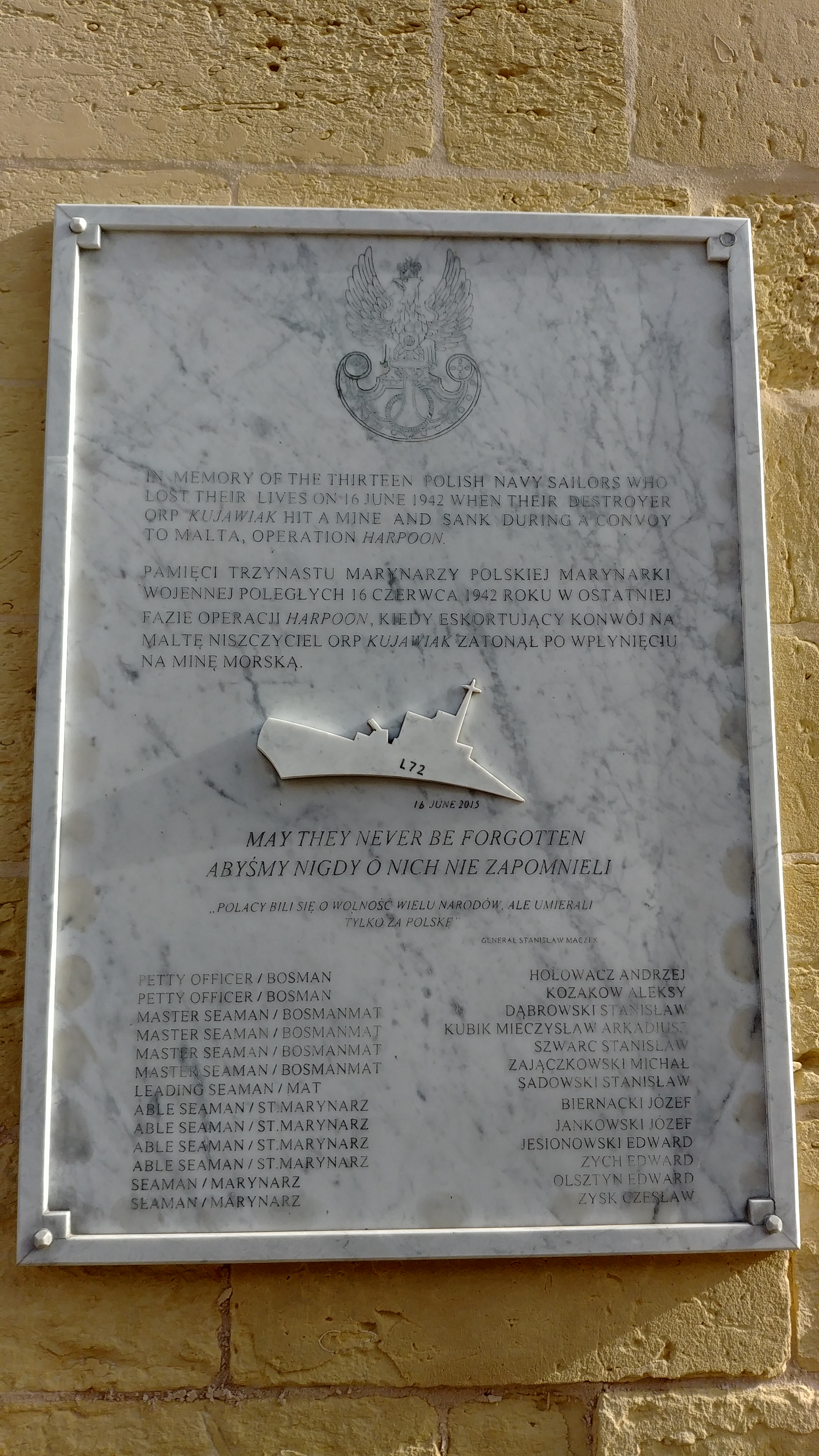
Tablica upamiętniająca zatonięcie ORP „Kujawiak” w Valletcie na Malcie

ORP Kujawiak (L 72) – polski niszczyciel eskortowy z okresu II wojny światowej, należący do typu Hunt II.
Budowany dla Royal Navy jako HMS „Oakley”, został 30 maja 1941 roku, jeszcze przed zakończeniem prac stoczniowych, przekazany Polskiej Marynarce Wojennej. Okręt, dowodzony przez Ludwika Lichodziejewskiego, pełnił służbę patrolową i eskortową, uczestniczył też w rajdzie na Lofoty oraz operacji Harpoon – przeprowadzeniu konwoju na Maltę. Po jej zakończeniu, w nocy z 15 na 16 czerwca 1942 roku, zatonął na minie w pobliżu Valletty na Malcie ze stratą 13 członków załogi.

## Budowa i przejęcie przez Marynarkę Wojenną
W połowie 1938 roku, w związku z narastającym napięciem międzynarodowym (kryzys monachijski), w Admiralicji powstały założenia projektowe nowego typu niszczyciela, przeznaczonego głównie do zadań eskortowych. Miał on być mniejszy niż dotychczas budowane klasyczne niszczyciele i posiadać inaczej skonfigurowane uzbrojenie: artylerię uniwersalną oraz miotacze i zrzutnie bomb głębinowych, przy rezygnacji z wyrzutni torpedowych. Dzięki mniejszym kosztom budowy można było zbudować większą liczbę okrętów w ramach takiego samego budżetu. Dla nowego typu jednostki przyjęto nazwę Hunt („Łowca”).
Zamówienia na budowę 18 okrętów drugiej, ulepszonej serii typu Hunt złożono 4 września 1939 roku w ramach nadzwyczajnego wojennego programu rozbudowy floty. Wśród stoczni, które je otrzymały, były zakłady koncernu Vickers-Armstrong w High Walker nad rzeką Tyne. Stępkę pod jeden z zakontraktowanych okrętów, dla którego przewidziano nazwę „Oakley” (numer stoczniowy J4138 ), położono 22 listopada 1939 roku. Wodowanie kadłuba nastąpiło 30 października następnego roku. Gdy okręt znajdował się w końcowej fazie prac wyposażeniowych, zapadła decyzja o wydzierżawieniu go, na mocy umowy z dnia 18 listopada 1939 roku w sprawie współpracy między polską i brytyjską marynarką wojenną oraz dodatkowego tajnego protokołu z dnia 3 grudnia 1940 roku, Marynarce Wojennej. Polska załoga, składająca się w większej części z marynarzy zwróconego Wolnym Francuzom niszczyciela „Ouragan”, uzupełnionych ludźmi pozostającymi w dyspozycji Kadry Marynarki na ORP „Gdynia”, objęła jednostkę 30 maja 1941 roku. Dowództwo objął kapitan marynarki (później komandor podporucznik) Ludwik Lichodziejewski.
Prace stoczniowe, przeciągające się nieco z powodu kłopotów z turbinami, zakończono 17 czerwca 1941 roku . Okręt wszedł do służby pod polską banderą, nosząc imię „Kujawiak” i numer burtowy L 72.

## Charakterystyka taktyczno-techniczna
Przy długości całkowitej 85,34 m i szerokości maksymalnej 9,62 m, „Kujawiak” miał wyporność standardową 1050 ts i bojową 1490 ts. Zanurzenie, w zależności od wyporności, mieściło się w przedziale od 2,36 do 3,89 m. Napęd okrętu stanowiły dwa zespoły turbin parowych systemu Parsonsa, akcyjno-reakcyjnych, o mocy maksymalnej 19 000 shp przy 380 obrotach na minutę, poruszające za pośrednictwem pojedynczych przekładni redukcyjnych dwa wały napędowe z trójłopatowymi śrubami. Parę do turbin dostarczały dwa kotły Yarrow, trójwalczakowe, typu Admiralicji, o ciśnieniu roboczym 20 at przy 330 °C. Prędkość maksymalna wynosiła 27 węzłów przy wyporności standardowej i 25,5 węzła przy wyporności bojowej. Zapas paliwa płynnego, wynoszący 277 ton, pozwalał uzyskać zasięg 2000 mil morskich przy prędkości 20 węzłów i 3700 mil morskich przy 14 węzłach.
Główne uzbrojenie artyleryjskie stanowiło sześć armat uniwersalnych HA/LA Mk XVI kal. 102 mm na podwójnych podstawach Mk XIX, osłoniętych maskami, o maksymalnym kącie podniesienia równym 85°. Jedna z nich znajdowała się na dziobie, dwie, w superpozycji, na rufie. Uzbrojenie przeciwlotnicze uzupełniał poczwórny zestaw dział automatycznych Mk VIII kal. 40 mm („pom-pomów”) na podwyższeniu na śródokręciu, za kominem, oraz dwa (według niektórych źródeł w późniejszym okresie cztery) pojedyncze działa Oerlikon kal. 20 mm na skrzydłach mostka. We wczesnym okresie służby okręt miał również na stanie uzbrojenia dwa karabiny maszynowe Lewis kal. 7,7 mm. Do zwalczania okrętów podwodnych służyły dwa (według części źródeł w ostatnim okresie służby było ich sześć) miotacze typu Thornycroft i dwie (według innych źródeł jedna) zrzutnie bomb głębinowych, z całkowitym zapasem 110 ładunków.
Wyposażenie elektroniczne stanowiły radary: typu 286, później 290 (obserwacji okrężnej) oraz typu 285 (artyleryjski). Do wykrywania zanurzonych okrętów podwodnych służył asdic z wysuwaną opływką w studni na wysokości dziobowego stanowiska armat kal. 102 mm.
Etatową załogę okrętu tworzyło ośmiu oficerów oraz 160 podoficerów i marynarzy.

## Przebieg służby
18 czerwca 1941 roku „Kujawiak” wypłynął z macierzystej stoczni i skierował się do Scapa Flow, gdzie miało się odbyć szkolenie załogi. W morzu został niespodziewanie zaatakowany i ostrzelany przez niemiecki samolot. Pociski spowodowały pożar i eksplozję w parku amunicyjnym dziobowego działa kal. 102 mm. Pięciu podoficerów i marynarzy zostało rannych, w wyniku odniesionych ran zmarł marynarz Stanisław Trybulski. Okręt zawrócił do Dundee, a po odstawieniu rannych do szpitala i pogrzebie poległego marynarza oraz naprawieniu powstałych uszkodzeń wyruszył ponownie do Scapa Flow.
Podczas szkolenia polski okręt uczestniczył między innymi w eskorcie prowadzących ćwiczenia lotniskowca „Victorious” (9 lipca) oraz, wspólnie z bliźniaczym „Krakowiakiem”, pancernika „Nelson” (11–12 lipca). Pod koniec miesiąca poziom wyszkolenia osiągnięty przez polską załogę został uznany za zadowalający i niszczyciel przepłynął do Plymouth, gdzie wszedł w skład 15. Flotylli Niszczycieli, operującej u południowych wybrzeży Anglii.
Podstawowym zadaniem okrętu była eskorta alianckich konwojów w kanale La Manche i Kanale Bristolskim. Pierwszym eskortowanym konwojem był przybrzeżny WP-10 na trasie z Falmouth do Milford Haven (27 lipca). W nocy z 12 na 13 września załoga niszczyciela stoczyła bitwę z niemieckimi samolotami w obronie konwoju WP-34. 23 października „Kujawiak” wraz z „Krakowiakiem” dołączył na Morzu Irlandzkim do eskorty konwoju SL-89, płynącego z Sierra Leone do Liverpoolu . Po dwóch dniach opuścił konwój i powrócił do Plymouth, by 26 października wypłynąć w eskorcie krążownika „Trinidad”, udającego się na próby morskie do Greenock. W ostatnich dniach miesiąca uczestniczył w nieskutecznych poszukiwaniach U-Boota na akwenie pomiędzy Plymouth a Falmouth, po czym powrócił do służby konwojowej.
W połowie listopada „Kujawiak” został na krótko skierowany do stoczni, gdzie przeprowadzono czyszczenie kotłów. W dniach od 24 do 27 tego miesiąca, wraz z brytyjskim niszczycielem „Beverley” eskortował płynący z Plymouth do Scapa Flow pancernik „Resolution” . Po bezpiecznym wykonaniu tego zadania powrócił do Plymouth, gdzie rozpoczęto przygotowania okrętu do rejsu na północ. 15 grudnia wypłynął do Scapa Flow, od Greenock podejmując eskortę okrętów desantowych (dawnych belgijskich promów pasażerskich) „Prins Albert” i „Prinses Joséphine Charlotte”. Na czas planowanego rajdu na Lofoty został podporządkowany dowództwu Home Fleet .
22 grudnia zespół aliancki (Force J) wypłynął ze Scapa Flow, kierując się na północ. W jego skład wchodził krążownik „Arethusa”, osiem niszczycieli (w tym polskie „Kujawiak” i „Krakowiak”) oraz mniejsze jednostki. Zespołem dowodził kontradmirał Louis Henry Keppel Hamilton. W pierwszych trzech dniach rejsu „Kujawiak” uczestniczył w bezpośredniej eskorcie flagowej „Arethusy”, 25 grudnia dołączył do „Krakowiaka” osłaniającego jednostki pomocnicze w Skjōlfjordzie. Następnego dnia oddział komandosów bez większych problemów opanował cele na Lofotach, a „Kujawiak” spędził kolejną noc na patrolowaniu wejścia do Vestfjordu wspólnie z brytyjskim „Bedouinem”.
27 grudnia samotny niemiecki wodnosamolot przeprowadził atak na krążownik „Arethusa”, powodując jego uszkodzenie. Według niektórych źródeł także „Kujawiak” poniósł nieznaczne szkody podczas nalotu . To zdarzenie oraz informacja o znacznych siłach Luftwaffe bazujących na nieodległych lotniskach w Norwegii spowodowały, że następnego dnia kontradmirał Hamilton podjął decyzję o wycofaniu zespołu dla uniknięcia niepotrzebnych strat. Alianckie okręty odpłynęły w kierunku Scapa Flow, gdzie dotarły bezpiecznie 1 stycznia 1942 roku. Trzy dni później „Kujawiak” wspólnie z „Krakowiakiem” eskortował oba okręty desantowe w drodze do Clyde i dalej do Plymouth. 8 stycznia powrócił w skład 15. Flotylli, podejmując na powrót obowiązki eskortowe .
28 stycznia niszczyciel dołączył do eskorty konwoju przybrzeżnego. Następnego dnia w rejonie Lizard Point obserwatorzy spostrzegli niemiecki samolot stawiający miny na trasie. Po ostrzeżeniu z „Kujawiaka” konwój zmienił kurs i 30 stycznia bezpiecznie zawinął do Yarmouth. Przez kolejne dwa miesiące prowadził patrole i eskortował konwoje przybrzeżne, w marcu dwukrotnie staczając walki z atakującymi niemieckimi samolotami – 14 marca jego artylerzyści zestrzelili jeden bombowiec przeciwnika – oraz omyłkowo ostrzeliwując i nieznacznie uszkadzając brytyjską łódź latającą Sunderland. Pod koniec miesiąca został skierowany na remont, który trwał do połowy maja.
W tym czasie zapadła decyzja o włączeniu polskiego niszczyciela do eskorty konwoju z zaopatrzeniem dla Malty, w ramach przygotowywanej operacji Harpoon. 3 czerwca „Kujawiak” przepłynął do Greenock, a następnego dnia wszedł w skład zespołu (Force X), stanowiącego część sił osłonowych konwoju WS-19S, płynącego do Gibraltaru i dalej na Morze Śródziemne. Do bezpośredniej eskorty sześciu statków z zaopatrzeniem dołączył 6 czerwca . Atlantycka część rejsu minęła bez problemów i konwój dotarł do Gibraltaru 10 czerwca. „Kujawiak” zawinął tam dzień wcześniej dla uzupełnienia paliwa. W czasie pobytu w brytyjskiej bazie polski niszczyciel wraz z „Bedouinem” patrolował wody przybrzeżne.
12 czerwca konwój, z eskortą wzmocnioną przez okręty z Gibraltaru, wypłynął na Morze Śródziemne. Rankiem 14 czerwca aliancki zespół został wykryty przez włoski wodnosamolot rozpoznawczy. Kilka godzin później włoskie bombowce przeprowadziły pierwszy, jeszcze nieskuteczny atak. Kolejny, kombinowany nalot samolotów bombowych i torpedowych przyniósł zatopienie jednego ze statków konwoju i poważne uszkodzenie krążownika „Liverpool”, który musiał zostać odholowany do Gibraltaru . W trakcie powtarzających się przez cały dzień ataków lotniczych artylerzyści „Kujawiaka” zgłosili zestrzelenie, wspólnie z Brytyjczykami z bliźniaczego „Blankneya”, jednego, być może dwóch włoskich bombowców, oraz uszkodzenie dwóch niemieckich Ju 88, z których jeden uznano za prawdopodobnie zestrzelony. W ciągu tego jednego dnia zużyto ponad połowę stanu amunicji przeciwlotniczej. Poza walką artyleryjską, polski niszczyciel stawiał także zasłony dymne wokół eskortowanych statków, a na skutek awarii żyrokompasu nawigowano według wskazań kompasu magnetycznego.
Rankiem 15 czerwca do ataku na konwój przystąpiły włoskie siły nawodne. W bitwie, która się wówczas wywiązała, osłabiona eskorta aliancka odparła dwa nieprzyjacielskie krążowniki lekkie i pięć niszczycieli. „Kujawiak” wystrzelił sześć salw do jednego z krążowników i wykonał unik przed zmierzającą w jego stronę torpedą. W trakcie późniejszych nalotów samoloty niemieckie i włoskie osiągnęły znaczne sukcesy, niszcząc trzy z pozostałych pięciu statków konwoju. Wieczorem tego dnia zespół dotarł do Malty i rozpoczął wchodzenie do portu świeżo przetrałowanym przejściem. Jednak w tym okresie siły trałowe bazujące na wyspie były znacznie osłabione w wyniku strat poniesionych w walce z nieprzyjacielskim lotnictwem i nie były w stanie zapewnić całkowitego bezpieczeństwa przybyłym jednostkom. Jako pierwsze, w asyście trałowców, wpłynęły w kanał dwa ocalałe statki konwoju, za nimi krążownik przeciwlotniczy „Cairo” i szybki stawiacz min „Welshman” w otoczeniu mniejszych jednostek. Niszczyciele pozostały w morzu najdłużej, tworząc osłonę zespołu przed ewentualnymi atakami sił lekkich przeciwnika.
Wreszcie i one skierowały się w stronę portu. „Kujawiak” płynął jako ostatni, w śladzie torowym „Ithuriela”. Gdy na minie poderwał się „Badsworth”, „Ithuriel” wyminął unieruchomioną jednostkę, a polski niszczyciel zbliżył się celem udzielenia pomocy (na pokładzie „Badswotha” znajdowało się około 120 rozbitków z wcześniej zatopionych statków). 53 minuty po północy, 16 czerwca, przy lewej burcie „Kujawiaka” na wysokości stanowiska dział nr 2 eksplodowała mina, rozrywając poszycie i przyległe grodzie wodoszczelne. Pomimo natychmiastowej akcji drużyn awaryjnych i kontrbalastowania, okręt szybko przechylał na burtę. Z Malty wysłano mu na pomoc holownik „Robust”, jednak zanim zdążył podjąć hol, około 1.20 polski niszczyciel zatonął na pozycji 35°52′02″N 14°38′05″E/35,867222 14,634722, pociągając za sobą 13 (niektóre źródła podają 12 nazwisk i nieco inną pozycję zatonięcia) członków załogi.
Polegli:
- st. marynarz Józef Biernacki
- bosmanmat Stanisław Dąbrowski
- bosman Andrzej Hołowacz
- st. marynarz Józef Jankowski
- st. marynarz Edward Jesionowski
- bosman Aleksy Kozaków
- bosmanmat Mieczysław Kubik
- marynarz Edward Olsztyn
- bosmanmat Stanisław Sadowski
- bosmanmat Stanisław Szwarc
- bosmanmat Michał Zajączkowski
- st. marynarz Edward Zych
- marynarz Czesław Zysk[11]

Ponadto poważnie ranni zostali jeden podoficer i sześciu marynarzy, których hospitalizowano na Malcie. Pozostałych uratowały niszczyciel „Blankney”, trałowiec „Hebe” i kilka mniejszych jednostek. Powrócili oni przez Gibraltar do Wielkiej Brytanii na pokładach brytyjskich okrętów.
Na tym samym polu minowym uszkodzone zostały tej nocy, oprócz „Badswordha”, także niszczyciel „Matchless”, trałowiec „Hebe” oraz jeden ze statków konwoju, a zatonął zmobilizowany dryfter „Justified”.
Udział polskiego niszczyciela w operacji Harpoon został wysoko oceniony: komandor Lichodziejewski oraz oficer artyleryjski porucznik Jerzy Łukaszewski zostali odznaczeni Krzyżami Srebrnymi Orderu Virtuti Militari, a dwóch oficerów oraz 22 podoficerów i marynarzy Krzyżami Walecznych.
W trakcie swej służby „Kujawiak” przebył 32 000 mil morskich, biorąc udział w pięciu operacjach, 11 patrolach, eskorcie czterech konwojów oceanicznych i 69 przybrzeżnych, zestrzelił jeden samolot przeciwnika na pewno i kilka prawdopodobnie, dwukrotnie atakował wykryte okręty podwodne, 112 razy na jego pokładzie ogłaszano alarmy przeciwlotnicze.

## Wrak
22 września 2014 roku polska ekspedycja „The Hunt for L72” (zorganizowana przez Stowarzyszenie Wyprawy Wrakowe) odnalazła wrak „Kujawiaka” . Wrak spoczywa na głębokości 100 metrów . Okręt jest przechylony na lewą burtę. Jest dobrze zachowany .
W kolejnych latach Stowarzyszenie Wyprawy Wrakowe przeprowadziło trzy ekspedycje:
- „L72 A Forgotten Tradegy” w 2015 – pierwsza eksploracja wraku,
- „Heart of L72 2016” w 2016 – odnalezienie dzwonu okrętowego,
- „The Rising Heart of L72” w 2017 – wydobycie dzwonu okrętowego ORP Kujawiaka.

## Upamiętnienie
Podobnie jak inne polskie okręty utracone podczas II wojny światowej, „Kujawiak” został upamiętniony tablicą (projektu Marii Talagi-Korpalskiej) umieszczoną w Małym Panteonie Marynarki Wojennej przy kościele Michała Archanioła na Oksywiu. Znajdują się na niej słowa Zygmunta Krasińskiego: 

Tam zwycięstwo, gdzie cnota
Tam zmartwychwstanie, gdzie Golgota

Krótką służbę niszczyciela pod biało-czerwoną banderą przedstawił w zbeletryzowanej formie Zbigniew Damski w książce 382 dni „Kujawiaka” (1982) wydanej w serii „Biblioteka Żółtego Tygrysa” .
16 czerwca 2015 roku w stolicy Malty – Valletcie – odbyła się ceremonia odsłonięcia tablicy upamiętniającej zatonięcie ORP „Kujawiak”. Tablica została ufundowana ze środków finansowych zebranych przez członków Stowarzyszenia Wyprawy Wrakowe. W uroczystości wzięli udział przedstawiciele m.in. rządu maltańskiego, Ambasady Polskiej we Włoszech, Kościoła oraz Polacy mieszkający na Malcie.